# Amphelictus milleri
Amphelictus milleri är en skalbaggsart som beskrevs av Chemsak och Linsley 1964. Amphelictus milleri ingår i släktet Amphelictus och familjen långhorningar. Inga underarter finns listade i Catalogue of Life.